# Alosa pseudoharengus
El gasparell o Alosa pseudoharengus és una espècie de peix de la família dels clupeids i de l'ordre dels clupeïformes present a la costa atlàntica des del Golf de Sant Llorenç i Nova Escòcia fins a Carolina del Nord, incloent-hi els rius. Ha estat introduït als Grans Llacs d'Amèrica del Nord (Ontario, Erie, Huron, Michigan i Superior). Es comercialitza fresc, assecat, en salaó, fumat i congelat per a ésser fregit.
Els mascles poden assolir 40 cm de llargària total i 200 g de pes.

## Ecologia
Els adults mengen peixets i gambes, i els exemplars immadurs es nodreixen de diatomees, copèpodes i ostracodes mentre són als rius.
És depredat per Anguilla anguilla, Lophius americanus, Lota lota, Stizostedion vitreum, Oncorhynchus kisutch, Oncorhynchus mykiss, Oncorhynchus tshawytscha, Salvelinus namaycush, Cynoscion regalis, Morone saxatilis, Sander vitreus, Pomatomus saltator, Acanthocyclops vernalis, Dicyclops thomasi, Petromyzon marinus i Squalus acanthias.
És parasitat per cestodes, trematodes, copèpodes i acantocèfals.
Pot arribar a viure fins als 9 anys.
Es veu amenaçat per la sobrepesca, la contaminació de l'aigua i la construcció de dics que no poden remuntar en llurs migracions.